# Meerrettichsauce

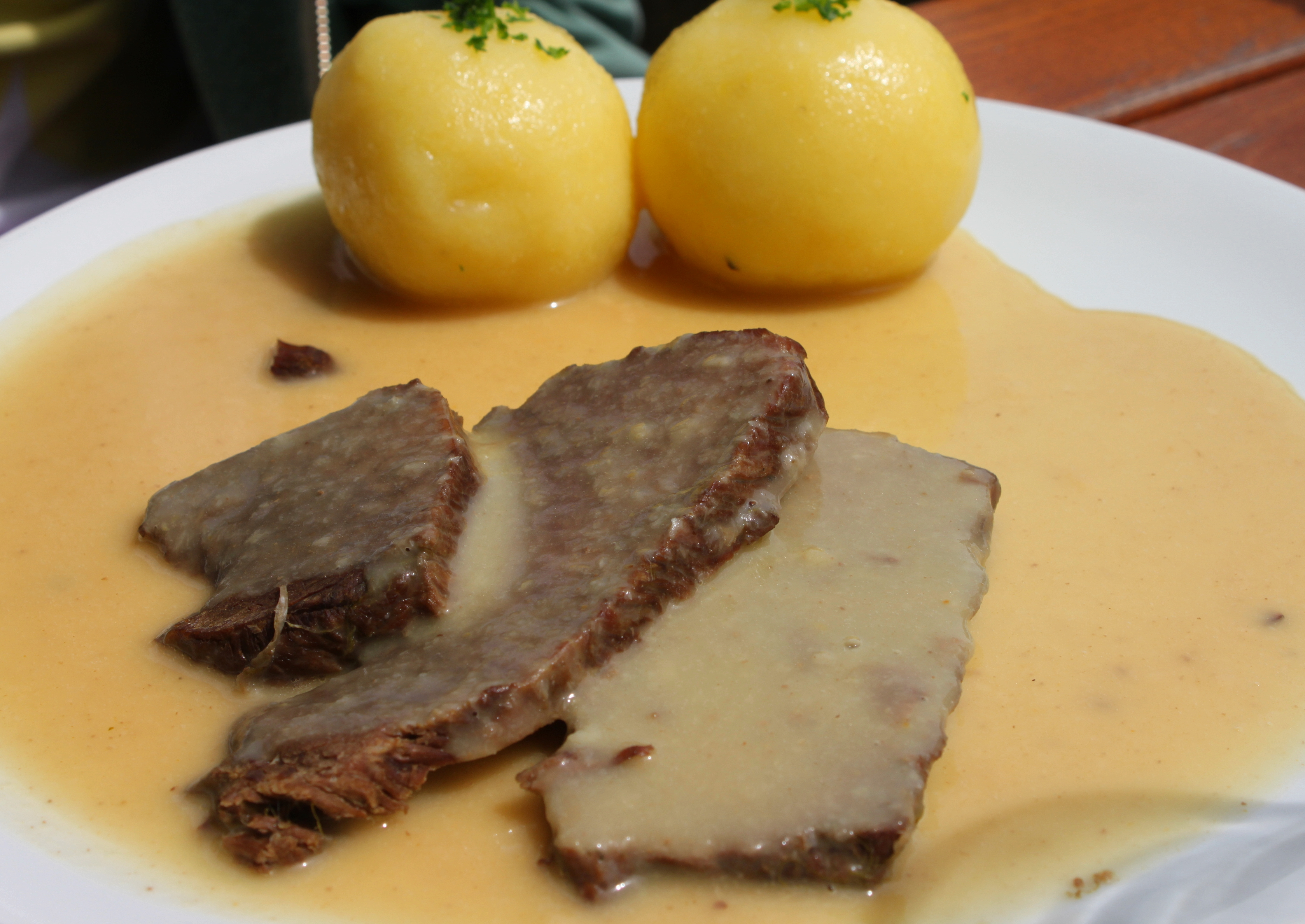
Ochsenbrust in Meerrettichsauce mit Thüringer Klößen.

Meerrettichsauce (franz. sauce raifort, englisch horseradish sauce) ist in der klassischen Küche eine selbstständige Sauce, die als Ableitung der deutschen Sauce durch Hinzufügen von geriebenem Meerrettich und Sahne oder Creme fraiche verfeinert wird. Die warme Meerrettichsauce wird zu gekochtem Rindfleisch, Karpfen, Zander, Eisbein, u. a. gereicht. Eine weitere Art der warmen Meerrettichsauce ist die Sauce Albert aus der englischen Küche, die eine Ableitung der englischen Buttersauce (Beurre monté) ist, wofür geriebener Meerrettich zuerst aufgekocht wird, mit Eigelb legiert und mit englischem Senf und Weinessig verfeinert, passend zu geschmortem oder gekochtem Rindfleisch, besonders aber Rinderfilet. Auch die österreichische Küche bevorzugt zum gekochten Rindfleisch die warme Krensauce, darüber sind auch der Obers-Kren und der Semmelkren weitere selbstständige warme Saucen. Der österreichische Apfelkren, Essig- oder Preiselbeer-Kren sind selbstständige kalte Meerrettichsaucen.
Des Weiteren kann Meerrettichsauce auch als kalte Sauce auf Basis von eingeweichten Semmelbrösel mit geriebenem Meerrettich, etwas Sauerrahm, Zucker, Salz und Essig zubereitet werden, die zu geräuchertem Fisch, Kartoffeln oder Rote-Bete-Salat u. a. m. serviert wird.